# Massapequa Park
Massapequa Park es una villa ubicada en el condado de Nassau en el estado estadounidense de Nueva York. En el año 2000 tenía una población de 17.499 habitantes y una densidad poblacional de 3.129,1 personas por km². Massapequa Park se encuentra dentro del pueblo de Oyster Bay.

## Geografía
Massapequa Park se encuentra ubicada en las coordenadas 40°41′4″N 73°26′58″O / 40.68444, -73.44944. Según la Oficina del Censo, la ciudad tiene un área total de 5,7 km² (2,2 mi²), de la cual 5,6 km² (2,2 mi²) es tierra y 0,1 km² (0 mi²) (2.27%) es agua.

## Demografía
Según la Oficina del Censo en 2000 los ingresos medios por hogar en la localidad eran de $79,403, y los ingresos medios por familia eran $86,177. Los hombres tenían unos ingresos medios de $60,083 frente a los $36,982 para las mujeres. La renta per cápita para la localidad era de $29,781. Alrededor del 1.4% de la población estaban por debajo del umbral de pobreza.